# Ap Bokto
Ap Bokto es una película animada por computadora en 3D de Bután de 2014 producida y dirigida por Karma Dhendup bajo Athang Animation Studio.
La película fue la primera película de animación en 3D de Bután que se hizo y la primera película de animación basada en un cuento popular de Bután. La historia de la película gira en torno a Ap Bokto, quien se encuentra y se burla de varios animales salvajes cuyo objetivo es convertirlo en su comida.

## Producción
La producción de la película tomó más de 2 años con un presupuesto de Nu. 4.5 millones. El equipo de producción estaba compuesto por 30 personas. La animación fue creada con Anim8or . El propietario de Athang Animation Studio, Karma Dhendup, dirigió y produjo la película.

## Reparto
Ap Bokto
(Expresado por: Phurba Thinley)
el protagonista principal de la historia.

## Lanzamiento
La película se estrenó por primera vez en Thimphu en septiembre de 2014. La película estaba programada para ser proyectada en otros distritos del país, pero la proyección se detuvo luego de informes de filtración no autorizada de la película.

## Recepción
Aunque la película estaba dirigida a niños mayores de cinco años, atrajo abrumadoramente a espectadores tan pequeños como bebés de un año y medio. El análisis del tráfico de Internet mostró que el 30% de casi medio millón de espectadores del tráiler de Ap Bokto en YouTube proviene de fuera de Bután y que casi todos los países del mundo han accedido a este canal. La película fue recibida positivamente por la audiencia butanesa, especialmente por los niños. Alrededor de marzo de 2015, la película, incluidos los cómics relevantes, ganó dinero por un monto de alrededor del 40 por ciento de Nu. 4,5 millones de presupuesto. Karma Dhendup ha recibido invitaciones de festivales de cine europeos debido al éxito de la película.

## Sinopsis
Las series de Ap Bokto aún no se han lanzado y la sinopsis difiere, pero todo en línea con sus formas originales.

### Filtración
Karma Dhendup dijo que ha recibido informes de que su película. Una mujer se acercó al estudio de animación de Dhendup y encontró una unidad flash de un cliente que contenía la copia final en 3D de la película para su estreno en cines el 6 de febrero de 2015. Dhendup cree que la película podría haberse filtrado a fines de enero de 2015. El estudio de animación llevó a cabo una investigación y se sospechó que quien filtró la película provenía de la oficina del estudio. Dhendup dijo que escuchó que llegaron copias de la película a la India. En abril de 2015, la lista de sospechosos de haber filtrado la película se redujo a cuatro personas, algunas de las cuales tenían relaciones directas con Athang.

### Propósito y objetivo haciendo Ap Bokto
Athang tiene como objetivo revivir y documentar digitalmente los cuentos populares butaneses. Las obras de arte también están disponibles en la edición en papel. El productor siente que la cultura de la tradición oral (cuentos populares butaneses) está disminuyendo debido al rápido desarrollo socioeconómico de Bután. En consecuencia, el declive de la tradición oral va en aumento debido a la introducción de la televisión e Internet en el país desde 1999 y también a la influencia de la cultura occidental en esta tradición étnica minoritaria de Bután. Se consideró que documentar esos cuentos populares butaneses en peligro de extinción a través de la presentación y publicación digital ayudó a los niños que son muy vulnerables a la influencia occidental a conocer la cultura en peligro de extinción. La realización de la película utilizó el contexto de cultura y tradición de Bután, como en el diseño de escenarios y escenarios junto con el desarrollo de personajes y, además, utilizó el idioma nacional Dzongkha como medio de comunicación. • Conservación de un patrimonio cultural inmaterial de Bhután Como la narración de cuentos se practica menos en el Bhután moderno, existe el peligro de que se pierdan algunas hermosas historias de pueblos. Es importante que las historias se registren para que estos activos invisibles se mantengan. Además de otros esfuerzos para registrar historias antiguas de Bután, esta película junto con su libro también contribuye a retener el patrimonio inmaterial de Bután. • Fomentar la creación de artes y contenidos locales Incluso en este momento, se pueden encontrar muy pocas películas, cómics y libros ilustrados que cuenten las historias reales de Bután. La historia de Ap Bokto estaba destinada a producir una muestra, con la esperanza de que otros artistas butaneses pudieran seguir de forma similar con más artes y más historias, si Ap Bokto era bien aceptado.